# Lacapelle-Biron
Lacapelle-Biron – miejscowość i gmina we Francji, w regionie Nowa Akwitania, w departamencie Lot i Garonna.
Według danych na rok 1990 gminę zamieszkiwały 433 osoby, a gęstość zaludnienia wynosiła 31 osób/km² (wśród 2290 gmin Akwitanii Lacapelle-Biron plasuje się na 764 miejscu pod względem liczby ludności, natomiast pod względem powierzchni na miejscu 819).